# Telenoticias (Telemadrid)
El Telenoticias es el informativo de las cadenas públicas de la Comunidad de Madrid, Telemadrid y La Otra.
El noticiario dispone de tres ediciones de lunes a viernes, en horario matinal, de sobremesa y de noche y dos ediciones en fin de semana, en horarios de sobremesa y noche.

## Historia

### Años 1990
Telenoticias nace el 2 de octubre de 1989 bajo la coordinación general (producción ejecutiva de informativos) de Ricardo Medina, quien pone en marcha todas las ediciones y la dirección de Fermín Bocos. En una primera etapa se emite únicamente a las 20:30. Los primeros presentadores son Hilario Pino y Fernando Olmeda en información general, Beatrice Sartori en la sección cultural y Javier Reyero en la sección deportiva. La dirección corresponde a Vicente Vallés. Desde el 2 de mayo de 1990 se inicia la emisión del informativo de sobremesa, presentado por Rafael Luque con Antonio Muro en los deportes, mientras que las ediciones de fin de semana son conducidas por Pilar Rodríguez, que es sustituida de 1991 a 1992 por Inmaculada Galván, que es sustituida a su vez por Rafael Luque y Marta Robles hasta 1993.
En marzo de 1991 se incorpora Mari Pau Domínguez para presentar el informativo de madrugada. En junio de ese mismo año se producen algunos cambios, de forma que Domínguez pasa al informativo de las 14:30 y Teresa Castanedo (procedente de RTVE) en el informativo de madrugada, la periodista permanece como presentadora de los informativos de la cadena hasta diciembre de 2003 y posteriormente desde diciembre de 2003 a diciembre de 2013 como jefa del Área de Cultura de Informativos.
En febrero de 1992, Hilario Pino pasa a presentar la edición de mediodía. Se incorpora junto a él la también periodista Susanne Pfingsten, que continuaría en esa labor hasta 2008 —aunque continuó como redactora hasta 2012— y Juan Pedro Valentín hasta 1997. El informativo de la noche lo presentan Mari Pau Domínguez (hasta 1993) y Carlos Carballo. Juan José Guerenabarrena presenta el informativo matinal junto a Montse Fernández Villa y los informativos de fin de semana son dirigidos y presentados por Alfonso García, que sustituye a Rafael Luque y Marta Robles desde octubre de 1993 a agosto de 1996.
Pino abandonó el informativo en 1994 al ser fichado por Canal+, mientras que Olmeda mantuvo su vinculación con la cadena hasta 2001, siendo director de Informativos en funciones en enero de 2001. De este modo desde 1994 a 1996, la presentación del informativo matinal correspondía a Susanne Pfingsten y Antonio Mérida, el de mediodía a Juan Pedro Valentín y Teresa Castanedo y finalmente el de las 20:30 a Guerenabarrena y Lourdes Repiso (sustituida en 1995 por Beatriz Pérez-Aranda).
Teresa Castanedo siguió presentando el informativo del mediodía, acompañada sucesivamente por Juan Pedro Valentín (1994-marzo de 1997), Santi Acosta (marzo de 1997-junio de 1998), Chema G. Aldáriz (septiembre de 1998-junio de 1999) y Antonio Mérida (desde septiembre de 1999), con Manolo Lama en los deportes desde 1995. En el informativo nocturno se situó desde agosto de 1996 a Alfonso García y a Susanne Pfingsten. Finalmente, entre 1997 y 1999, Guerenabarrena asumió la presentación del informativo de los fines de semana junto a Ana Aladro hasta 1998 y posteriormente junto a María José Navarro.

### 2000-2004
El cambio de década no supuso grandes alteraciones en la plantilla de presentadores de la primera edición. Así en enero de 2000, Telenoticias 1 era conducido por Teresa Castanedo y Antonio Mérida, con Manolo Lama en los deportes. Roberto Brasero se ocupaba de la información meteorológica. Por su parte, Telenoticias 2 vio la incorporación en diciembre de 1999 de Luis Sanabria y Raquel Sánchez Silva, con Javier Reyero en los deportes. Los informativos de fin de semana eran presentados por la periodista María José Navarro.
En la temporada 2001-2002, Teresa Castanedo pasó a presentar Telenoticias Madrid a las 14:00, mientras que Antonio Mérida e Inmaculada Aguilar fueron los encargados de conducir Telenoticias 1 a las 14:30. En Telenoticias 2, Luis Sanabria fue sustituido por Rafael Lechner, que acompañó a Raquel Sánchez Silva y José María del Toro se encargó de la sección de deportes. Por último, Armando Huerta fue seleccionado para presentar Telenoticias Fin de Semana.
En septiembre de 2002, Álvaro de los Santos sustituyó a Antonio Mérida en la primera edición y pasó a copresentar dicho informativo con Teresa Castanedo. La segunda edición pasó a estar presentada por Alfonso García y Susanne Pfingsten, tras la marcha de Raquel Sánchez Silva y Rafael Lechner.
Desde enero de 2003, las tareas de presentación del informativo de fin de semana correspondieron a Paloma Ferre y César Macía (procedente de RTVE) y posteriormente por Armando Huerta.
Desde el 14 de enero de 2004 y hasta abril, Susanne Pfingsten asume en solitario la edición nocturna, mientras que Alfonso García pasa a Sucedió en Madrid.

### abril de 2004 - septiembre de 2014
En abril de 2004 se decidió modificar plató e imagen, llegando a emitirse 3 cabeceras en estos años modificadas. En la infografía predominaba el azul y la iluminación del plató con tonos rosáceos. Se potenciaron las horas de información y disminuyó la publicidad.
Desde 2006, el diseño se caracterizó por el cambio de plató y el de una infografía donde predominaba el color azul. A finales del año 2008, se mantuvo el plató pero se cambió la cabecera, sintonía y una infografía donde predominaba el color rojo o naranja (dependiendo de la edición que se tratase).
En septiembre de 2010, los informativos renovaron su decorado, aunque al principio mantuvieron las cabeceras del año anterior.
En cuanto a los presentadores, en 2004, hubo una gran renovación en los rostros que aparecían en pantalla, con la incorporación de Víctor Arribas, Germán Yanke, Sandra Barneda y posteriormente Julio Somoano.
- Telenoticias matinal (07:00): fue presentado por Álvaro de los Santos acompañado por Marta Landín (2007) y Lourdes Repiso (2008-2013). Álvaro de los Santos fue sustituido por Julio Somoano en 2010, hasta su marcha a Televisión Española como nuevo director de Informativos en junio de 2012. 
  - El tiempo: Jacob Petrus (2004-2008), Silvia Celada (2008-2010) y Lucía Bustillo (2010-2012).
  - Deportes: Chus Galán y Beatriz Pino (2010-2013).
  - Sección de Prensa: María López.
- Telenoticias 1 (14:00): fue presentado por Víctor Arribas y Susanne Pfingsten, sustituida sucesivamente por María Pelayo (2008-2010) y Cristina Ortega (2010-2012). En septiembre de 2011 se incorporó Jota Abril en la copresentación del informativo junto con Cristina Ortega, sustituyendo a Víctor Arribas.[7] Más tarde, en 2012, María Pelayo volvió a presentar con Jota Abril, dejando a Cristina Ortega en la redacción. 
  - El tiempo: Jacob Petrus y en 2011, Antonio López.
  - Deportes: Manolo Lama (hasta octubre de 2005), Antonio Mérida con Siro López (desde 2008) y cuando Siro López abandonó Telemadrid, fue sustituido por Javier Callejo.
- Telenoticias 2 (20:30): entre abril y julio de 2004 fue presentado por Germán Yanke y Sandra Barneda. Al final de la temporada ambos abandonaron el informativo, para comenzar a presentar desde septiembre de 2004, un nuevo informativo, Diario de la noche, que se emitiría en horario de medianoche. En la temporada 2004-2005, Luis Mariñas, procedente de Los desayunos de TVE, se encarga del informativo nocturno[8] junto a Mercedes Landete. En 2005 se incorpora Julio Somoano y sigue Landete. Tras la baja por maternidad de ésta, Julio Somoano condujo en solitario el informativo hasta que Mercedes Landete fue sustituida por Cristina Ortega, que llegaba a Telemadrid procedente de Libertad Digital TV. Desde 2010 fue presentado por María Pelayo. En 2012, tras la marcha de María Pelayo de Telenoticias 2 a Telenoticias 1, la presentación corrió a cargo de María López. Víctor Arribas, abandonó la cadena en 2011 al fichar por Trece. 
  - Deportes: Siro López. Desde 2008, Javier Callejo. Más tarde esta edición de deportes fue presentada en solitario por Beatriz Pino.
  - El tiempo: Antonio López.
- Telenoticias medianoche (00:00): fue presentado por Edurne Arbeloa entre abril y septiembre de 2004. 
  - El tiempo: Antonio López.
- Diario de la noche (00:00): con el inicio de la nueva temporada en septiembre de 2004, el informativo Telenoticias medianoche fue sustituido por Diario de la noche. Entre septiembre de 2004 y octubre de 2006 fue presentado y dirigido por Germán Yanke acompañado por Sandra Barneda. De manera momentánea, entre octubre de 2006 y enero de 2007, el conductor del espacio fue Armando Huerta. En enero de 2007, Fernando Sánchez Dragó tomó las riendas del informativo nocturno hasta marzo de 2008. A partir de junio de 2008 y hasta marzo de 2010, la presentación y dirección corrieron a cargo de Hermann Tertsch. Desde marzo de 2010, Ana Samboal, que había sido colaboradora de Yanke y copresentadora junto a Sánchez Dragó y Tertsch, asumió la conducción y dirección del programa.
  - El tiempo: Antonio López.
- Telenoticias Fin de Semana (14:00 y 20:30): fue presentado por Beatriz Pino y Javier Díez. Cuando finalizó la temporada 2004-2005, Beatriz Pino abandonó la conducción de los informativos fin de semana para pasar a formar parte de la redacción de deportes. Fue sustituida por María Pelayo. En junio de 2006, Javier Díez abandonó su labor de presentación tras una discusión con sus superiores por unas presuntas polémicas de manipulación informativa en Telenoticias, con el que era su editor, Vicente Gil.[9] Javier se reincorporó a la redacción, dejando así su puesto de presentador. Desde entonces el informativo fue presentado en solitario por María Pelayo. En 2007 fue presentado por Vicente Gil y Marta Landín. En mayo de 2008, Marta Landín abandonó el informativo para empezar a presentar Madrid directo. Su sustituta fue Laura Gómez. 
  - Deportes: Javier Lobo y Saúl Ramos. Tras el ERE ejecutado en Radio Televisión Madrid en enero de 2013, Lobo y Ramos fueron relevados por José María del Toro.
  - El tiempo: Nuria Galimany. Desde 2008, Irene del Río.

### septiembre de 2014 - abril de 2016
Tras el ERE sufrido en enero de 2013 y la caída progresiva de audiencia que la cadena arrastraba desde hacía una década, la dirección encarga a la empresa de diseño gráfico RED, un cambio de imagen en Telemadrid, que comprendería principalmente la renovación total de la imagen corporativa de sus informativos.
La nueva imagen de los Telenoticias que costó más de 200.000 euros, se puso en marcha el 1 de septiembre de 2014. Esto se tradujo en nuevas cabeceras y sintonías, nuevos grafismos y un nuevo plató, donde se oculta parte de la redacción por medio de una pared blanca con los logos y 2 videowall. En las ediciones de los Telenoticias, predominan un color rojo y azul oscuro.
Con la marcha de algunos de los periodistas más emblemáticos a otros medios, esta nueva temporada se realizaron profundos cambios con nuevas caras, muchos de ellos anteriormente habían desempeñado funciones de redactores o jefes de sección.
El equipo estaba compuesto por:
- Madrid Despierta (08:00): Después del ERE que se ejecutó a principios del año 2013, dejó de emitirse el informativo matinal, retomándose en 2014 bajo una nueva denominación.
  - Presentadores: Vicente Gil y Cristina Sanz.
- Telenoticias 1 (14:00): durante el mes de julio de 2014 se anunció la marcha de Jota Abril a RTVE.[10] También anunció su marcha María Pelayo durante el mes de agosto, a los informativos de Trece, después de haber estado al frente de los informativos durante 8 años.[11] Desde entonces es presentado por Pedro J. Rabadán y Elena Argandoña. Elena Argandoña estuvo tan solo 2 semanas presentando Telenoticias 1, aparcó el informativo por baja maternal, siendo remplazada por Mercedes Landete hasta enero de 2015; ese mismo mes Argandoña volvió a los informativos de Telemadrid.
- Telenoticias 2 (20:30): 
  - Presentadores: Rocío Delgado y Javier Gálvez.
- Diario de la noche (00:00): 
  - Presentadores: Ana Samboal y Valentín Ortega.
- Telenoticias Fin de Semana (14:00 y 20:30): 
  - Presentadores: Vicente Gil (hasta julio de 2014), Cristina Ortega y Pilar G. Almendral.

El 12 de febrero de 2016 se anunció la destitución del director de Informativos, Agustín de Grado y de su director adjunto, José Antonio Ovies. El cargo de director de Informativos lo pasó a ocupar Alipio Gutiérrez, periodista ligado a la casa desde sus inicios. Dos meses después de su nombramiento, se decidió renovar los informativos.

### abril de 2016 - septiembre de 2017
La nueva dirección de informativos encabezada por Alipio Gutiérrez, cambió a casi todos los presentadores, editores y jefes de sección. El 25 de abril de 2016 dio comienzo una nueva etapa en los informativos en la que se decide reforzar la información local.
El programa Madrid Despierta es sustituido por un nuevo informativo matinal, Madrid Contigo, presentado por Inmaculada Galván desde los estudios centrales de Radio Televisión Madrid y producido por gente de la casa.
Como novedad, una vez por semana, Telenoticias 1 es emitido desde un barrio o localidad de la Comunidad de Madrid, para hacer llegar a los madrileños su televisión de una forma más cercana. Además, con el objetivo de potenciar esa proximidad, se habilita un número de whatsapp para que los espectadores adquieran protagonismo haciendo llegar a los informativos, vídeos, fotos, denuncias, sugerencias...
Otras novedades introducidas son la apuesta por información de salud y una mayor presencia de entrevistas en el estudio.
El plató de los informativos es renovado ligeramente: se sustituye la mesa anterior por otra más grande y detrás se ubica un videowall con el skyline de la ciudad de Madrid. La cabecera no se retoca pero sí los grafismos en los que predomina el color azul. Los presentadores pasan a dar las noticias de pie tras la mesa. Se recuperan también las famosas "salidillas" de los Telenoticias de la década de los '90, que consistían en que el reportero decía «Para Telemadrid...» y su nombre.
En julio de 2017, tras el nombramiento de Jon Ariztimuño como director de Informativos de Telemadrid, se decide cancelar el informativo nocturno Diario de la noche tras 13 años en antena.

### septiembre de 2017 - julio de 2021
Con el nombramiento de Jon Ariztimuño como director de Informativos, comienza una gran revolución en los programas informativos con el estreno de la programación el día 18 de septiembre. Entre los cambios significativos destaca el traslado de los informativos al Estudio 2 para emitir en HD, dejando atrás el Estudio 3 (que sufre el proceso del cambio a HD para emitir posteriormente en el futuro). Otro de los cambios significativos son la modernización en cuanto a medios técnicos y puestas en escena de los programas informativos con decorados mucho más amplios y con tecnología punta.
Las cabeceras y la sintonía cambian por una mucho más moderna y de tono "europeísta" a la altura de las grandes televisiones públicas de Europa. Se vuelve a recuperar el color rojo para informativos, dejando atrás el azul que se utilizó en la era "Alipio" (su anterior director de informativos).
Además se cambian los presentadores y se apuesta por un perfil más profesional y riguroso proveniente de otros medios de comunicación. Entre los presentadores que se incorporan a los Telenoticias destacan: Lourdes Maldonado (Atresmedia), Javier Gómez (El Mundo), Diego Losada (RTVE) o Silvia Intxaurrondo (Mediaset). Otro de los logros de la nueva dirección en colaboración con los sindicatos y comité de empresa de Radio Televisión Madrid, fue el reingreso de un centenar de trabajadores que fueron afectados por el ERE y que regresaron a la autonómica madrileña, en especial al Área de Informativos.
Al final de la temporada 2018-19, Verónica Sanz fichó por La Sexta y Javier Gómez decidió dejar Telemadrid para emprender nuevos retos. Los últimos cambios que se realizaron al inicio de temporada fue el potenciar la realidad aumentada en la cuenta atrás del TN creando una estrella sobre el suelo del plató, además de cambios en algunos de los presentadores: es el caso de Manu Pérez (proveniente de Canal Extremadura) con Rocío Delgado en el Telenoticias 2.

### julio de 2021 - presente
Con la reforma de la ley de RTVM y el posterior nombramiento de José Antonio Sánchez como administrador único provisional de RTVM, Sánchez nombró el 22 de julio de 2021 a José Gilgado como director de Informativos en funciones de la cadena, hasta la elección del responsable definitivo.
El 30 de julio de 2021 se dio a conocer que Silvia Intxaurrondo fichaba por TVE para presentar La hora de La 1.
El 6 de agosto de 2021, Sánchez nombró a José Antonio Álvarez Gundín como director de Informativos y José Gilgado (director de informativos provisional), pasó a ser adjunto y Javier Gálvez y Rosa Viondi los subdirectores. Los cambios también afectaron a las jefaturas de área de informativos de la cadena: Nacional, Economía e Internacional, Local y Sociedad y Cultura y a todas las ediciones de Telenoticias.
El 1 de septiembre de 2021, se anuncia el cese de Lourdes Maldonado y Manu Pérez (que son despedidos de la cadena) y Rocío Delgado (que pasa a ser redactora del área de Sociedad y Cultura). Ricardo Altable y Laura Gómez Vega presentan Buenos días, Madrid; Víctor Arribas regresa diez años después al Telenoticias de las 14h00 y Cristina Ortega se hace cargo del de las 20h30. Mientras que Pedro J. Rabadán y Carmen Estañ presentan Telenoticias Fin de Semana, a las 14h00 y a las 20h30.
En octubre de 2021, Erika Barreras se incorpora como copresentadora de Telenoticias 1.  
El 3 de septiembre de 2023 Carmen Estañ deja de presentar y editar el Telenoticias Fin de Semana. 
Desde septiembre de 2024, Laura Gómez deja Buenos Días, Madrid, siendo sustituida por Raquel Pina, y pasa a presentar y dirigir el Telenoticias 2 (hasta mayo, presentado por Cristina Ortega). Desde el 18 de noviembre de 2024, Cristina Ortega se convierte en copresentadora del Telenoticias 1 junto con Víctor Arribas, Erika Barreras, hasta entonces copresentadora del Telenoticias 1, pasa a ser reportera de Buenos Días, Madrid.  

## Directores de informativos
| Nombre                                                          | Inicio           | Fin              |
| --------------------------------------------------------------- | ---------------- | ---------------- |
| Fermín Bocos Rodríguez                                          | 11/1988          | 5/1990           |
| Ignacio Martínez García                                         | 6/1990 a 12/1990 | 6/1990 a 12/1990 |
| Eduardo Alonso Conesa                                           | 12/1990          | 8/10/1991        |
| José Matías Abril Sánchez                                       | 9/10/1991        | 1/1993           |
| Fernando Valentín González Ruiz                                 | 1/1993           | 30/8/1999        |
| Elena Sánchez Ramos                                             | 31/8/1999        | 17/1/2001        |
| Fernando Olmeda Nicolás (en funciones)                          | 18/1/2001        | 22/2/2001        |
| Diego de la Serna Ramos                                         | 23/2/2001        | 8/7/2002         |
| Alfonso García Martínez                                         | 9/7/2002         | 13/1/2004        |
| Agustín de Grado Medrano                                        | 14/1/2004        | 21/2/2016        |
| Alipio Gutiérrez Sánchez                                        | 22/2/2016        | 22/5/2017        |
| Jon Ariztimuño Olagüe                                           | 23/5/2017        | 16/7/2021        |
| Enrique López Soriano y Elena Argandoña Martínez (en funciones) | 17/7/2021        | 22/7/2021        |
| José Gilgado García (en funciones)                              | 22/7/2021        | 6/8/2021         |
| José Antonio Álvarez Gundín                                     | 6/8/2021         | presente         |